# Swojatycze
Swojatycze (biał. Сваятычы) – wieś, dawniej miasteczko i folwark, położone w rejonie lachowickim, przy gruntowej drodze lokalnej 23 km na południowy zachód od Nieświeża.
Znajdują się tu rzymskokatolicka parafia św. Jerzego diecezji pińskiej, grób Jana Konarzewskiego z 1919 roku i pozostałości po pałacu Czapskich. 

## Historia wsi
W XVIII wieku miasteczko Swojatycze należało do rodu Obuchowiczów. Po ślubie Zofii Obuchowicz z pułkownikiem polskiego wojska Stanisławem Czapskim włości przeszły w ręce rodu męża. Odziedziczył syn Zofii i Stanisława - Edward (1819-1888). Edward poślubił następnie Antoninę Różycką. Jedna z ich córek - Weronika wyszła za mąż za Jana Zyberka. Wieronika otrzymała wieś w posagu. Przekazała ją potem swojemu synowi Henrykowi (1879-1948), który był ostatnim właścicielem miasteczka Swojatyczy.
W XIX i w początkach XX w. położone były w Rosji, w guberni mińskiej, w powiecie nowogródzkim, w gminie Darewo. Kościół parafialny i plebania zostały zabrane po powstaniu 1863, zwrócone po odzyskaniu rzez Polskę niepodległości. 
W dwudziestoleciu międzywojennym miasteczko i folwark leżące w Polsce, w województwie nowogródzkim, w powiecie baranowickim, w gminie Darewo. Demografia w 1921 przedstawiała się następująco:
|                       | Liczba mieszkańców | Budynki | Narodowość  | Narodowość | Narodowość | Narodowość        | Wyznanie    | Wyznanie     | Wyznanie   | Wyznanie |
| Polacy                | Liczba mieszkańców | Budynki | Białorusini | Żydzi      | inna       | rzymskokatolickie | prawosławne | ewangelickie | mojżeszowe |          |
| --------------------- | ------------------ | ------- | ----------- | ---------- | ---------- | ----------------- | ----------- | ------------ | ---------- | -------- |
| miasteczko Swojatycze | 715                | 130     | 670         | 39         | 5          | 1                 | 682         | 16           | –          | 17       |
| folwark Swojatycze    | 142                | 8       | 84          | 56         | –          | 2                 | 74          | 67           | 1          | –        |

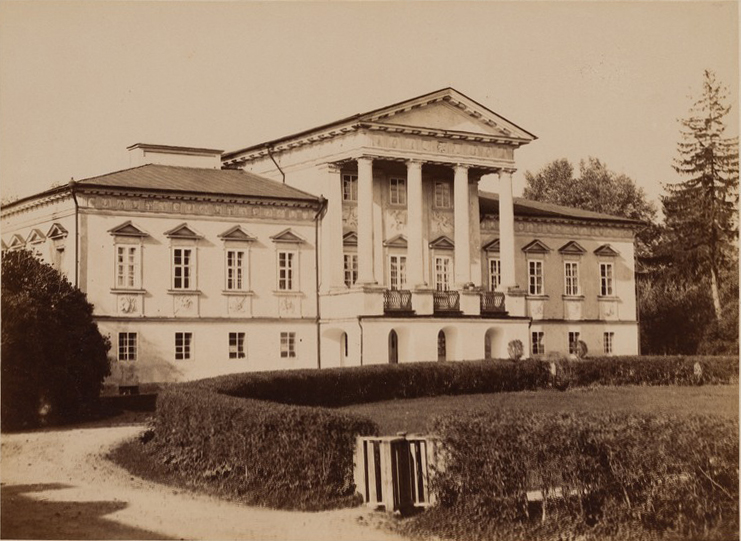
Pałac przed 1894 rokiem

Po II wojnie światowej w granicach Związku Sowieckiego. Od 1991 w niepodległej Białorusi. W 2006 wioska obchodziła swoje pięćsetlecie.